# Friedrich Walbaum
Friedrich Josef Walbaum (* 1. März 1864 in Kronstadt, Kaisertum Österreich; † 9. August 1931 in Hermannstadt, Königreich Rumänien) war ein ungarischer bzw. rumänischer Politiker aus der Volksgruppe der Siebenbürger Sachsen.

## Leben
Als Sohn eines Magistratssekretärs und Polizeiaktuars geboren, ging Walbaum auf das Gymnasium in Kronstadt und studierte ab 1882 Rechtswissenschaften in Wien und Hermannstadt. Während seines Studiums wurde er 1882 Mitglied der Burschenschaft Silesia Wien. Nach seinem Abschluss wurde er 1886 Verwaltungspraktikant des Hermannstädter Komitats und leistete dann seinen Dienst beim Hermannstädter Oberstuhlrichter. 1887 kam er vorläufig, 1888 endgültig auf die Stuhlrichterstelle in Leschkirch.
1890 ging er als Vizebuchhalter des Komitats nach Hermannstadt. Im selben Jahr kehrte er als Oberstuhlrichter nach Leschkirch zurück. 1893 wurde er Komitats-Obernotär in Schäßburg. 1897 wurde er dort Bürgermeister. 1910 wurde er zum letzten Comes der Sachsen und Obergespan des Hermannstädter Komitats ernannt, 1918 kam die Stadt zu Rumänien. In Schäßburg erwirkte er den Bau des Elektrizitätswerks, einer neuen Wasserleitung und des städtischen Waisenhauses sowie die Neupflasterung vieler Plätze und Straßen.
1910 wurde er Ehrenbürger der Stadt. Er war Mitglied des Landeskonsistoriums und ab 1916 Landeskirchenkurator der Evangelischen Kirche A. B. Walbaum war Vorsitzender der sächsischen Nationsuniversität und Präsident der Bodenkreditanstalt in Hermannstadt. Er gilt als Schöpfer der neuen Verfassung der evangelischen Landeskirche für Siebenbürgen und Großrumänien, weshalb ihm die Theologische Fakultät der Universität Leipzig die Ehrendoktorwürde (Dr. h.c.) verlieh. In Schäßburg war eine Straße nach ihm benannt.